# 세틀러스
《세틀러스》 영어: Settlers)는 2021년 개봉한 영국의 SF, 스릴러 영화이다.

## 출연진

### 주연
- 소피아 부텔라 - 일사 역
- 브루클린 프린스 - 어린 레미 역
- 이스마엘 크루즈 코르도바 - 제리 역

### 조연
- 넬 타이거 프리 - 레미 역
- 조니 리 밀러 - 레자 역